# James E. Boyd
James Edward Boyd, född 9 september 1834 i County Tyrone (i nuvarande Nordirland), död 30 april 1906 i Omaha, Nebraska, var en amerikansk demokratisk politiker. Han var Nebraskas guvernör 1892–1893.
Boyd flyttade 1856 till Omaha där han arbetade för ett järnvägsbolag och var dessutom verksam som snickare och ranchägare. År 1880 var han ordförande i Omahas stadsfullmäktige. Som Omahas borgmästare tjänstgjorde han 1881–1883 och 1885–1887. Boyd vann guvernörsvalet 1890 som demokraternas kandidat men kunde inte tillträda ämbetet år 1891 som det var meningen på grund av att hans amerikanska medborgarskap ifrågasattes. Efter att ha fått tillstånd från USA:s högsta domstol kunde han året därpå tillträda ämbetet. År 1893 efterträddes han som guvernör av Lorenzo Crounse.
Boyd avled 1906 och gravsattes på begravningsplatsen Forest Lawn Memorial Park i Omaha. Boyd County i Nebraska har fått sitt namn efter James E. Boyd.